# Estação San Lorenzo
San Lorenzo é uma estação da Linha 4 do Metro de Madrid.

## História
A estação entrou em operação em dezembro de 1998.[carece de fontes?]